# Klindworth-Scharwenka-Konservatorium
Das Konservatorium der Musik Klindworth-Scharwenka war ein 1893 gegründetes Musikinstitut in Berlin, das über Jahrzehnte den Ruf einer international renommierten Ausbildungsstätte genoss.
Es ging aus der Zusammenlegung des von Xaver Scharwenka 1881 gegründeten und dessen Bruder Philipp übernommenen Scharwenka-Konservatoriums mit der seit 1883 existierenden Musikschule Karl Klindworths hervor.
Ab 1908 befand sich das Hauptgebäude des Konservatoriums in der Genthiner Str. 11 (Berlin-Tiergarten). In der angrenzenden Lützowstraße 76 wurden zwei große Konzertsäle eingerichtet, der Blüthner-Saal und der Klindworth-Scharwenka-Saal. Anfang der 1940er Jahre war es in die Berliner Str. 39, Berlin-Charlottenburg umgesiedelt. Von etwa 1950 bis 1960 befand sich das Institut in der Braillestrasse 7 (Berlin-Steglitz). 1960, nach dem Tod des letzten Direktors Walter Scharwenka, wurde der Lehrbetrieb wegen Unwirtschaftlichkeit eingestellt.

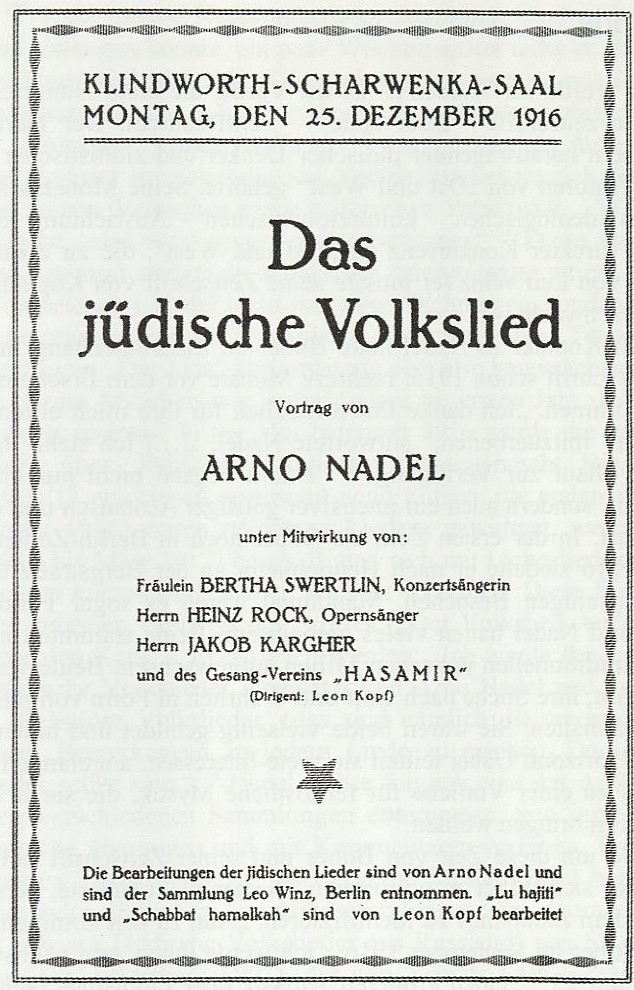
Programmzettel einer Veranstaltung mit Arno Nadel 1916

## Direktoren
- 1881–1892: Xaver Scharwenka (Scharwenka-Konservatorium)
- 1890–1892: Wilhelm Langhans (Scharwenka-Konservatorium)
- 1883–1892: Karl Klindworth (Klindworth-Musikschule)
- 1893–1905: Hugo Goldschmidt
- 1893–1917: Philipp Scharwenka
- 1898–1924: Xaver Scharwenka (nur noch nominell)
- 1905–1937: Robert Robitschek
- 1937–1960: Walter Scharwenka

## Bekannte Lehrer und Lehrerinnen (Auswahl)
- Conrad Ansorge
- Hans Bassermann
- Wilhelm Berger
- Fritz von Borries
- Sergei Bortkiewicz
- Gustav Bumcke
- Max Butting
- Hugo van Dalen
- Hermine d’Albert
- Hanns Eisler
- Harald Genzmer
- Alfred von Glehn
- Bruno Henze
- Wolfgang Jacobi
- Elisabeth Jeppe
- Amalie Joachim
- Hugo Kaun
- Leo Kestenberg
- Walter Kirchhoff
- James Kwast
- Télémaque Lambrino
- Hugo Leichtentritt
- Moritz Mayer-Mahr
- Fanny Moran-Olden
- Heinrich Reimann
- Florizel von Reuter
- Nino Rossi
- Marie Schmidtlein
- Alfred Szendrei
- James Simon
- Hans-Joachim Vetter
- Wladimir Vogel
- Justus Hermann Wetzel

## Schüler (Auswahl)
- Siegfried Behrend
- John Victor Bergquist
- Theodor Bohlmann
- Paul Dessau
- Susanne Dessoir
- Magda von Dulong
- Róża Etkin
- Rodolfo Holzmann
- Otto Klemperer
- Margarete Klose
- Rudolf Müller-Chappuis
- Lotar Olias
- Adalbert Luczkowski